# Comprensorio Sellata-Volturino-Viggiano e Monti della Maddalena
Situata in posizione sud, sud-ovest rispetto alla città di Potenza, l'area dei monti Pierfaone, Volturino e Viggiano va a costituire, insieme ai Monti della Maddalena, un complesso sistema montuoso, vera ossatura centrale dell'Appennino lucano.

## La dorsale Pierfaone-Volturino-Viggiano e i Monti della Maddalena
L'intero comprensorio può essere suddiviso in due dorsali principali, di cui la più aspra ed imponente è costituita dal M. Pierfaone e M. Arioso (1.740 m e 1.715 m), M. Serra di Calvello e M. Calvelluzzo (1.568 m e 1.701 m), M. Volturino e del M. Viggiano (1.836 m e 1.725 m).
La catena denominata della Maddalena, posta a spartiacque tra la regione campana e quella lucana, e le cui cime si presentano più dolci e meno elevate, culmina nella Serra Longa e nel monte Cavallo che raggiungono, rispettivamente, 1.503 e 1.401 metri d'altitudine. La catena dei Monti della Maddalena comincia a nord col rilievo collinare montuoso del Monte San Giacomo (969 m slm) nel territorio dei comuni di Caggiano, Auletta e Salvitelle, in Provincia di Salerno. A sud dell'abitato di Caggiano l'altezza media dei rilievi aumenta. Qui incontriamo l'accidentata sagoma del Monte Capo la Serra, noto per il suo caratteristico ciuffo di alberi sulla vetta ovest (Castagni di Palacìna). Il monte raggiunge con la vetta est la quota di 1141 m slm. Sempre nel comune di Caggiano è localizzato il Monte Sierio (1286 m slm).
Dette dorsali, aprendosi a ventaglio con direzione nord-ovest/sud-est, delimitano l'alta valle del fiume Agri, dividendo quest'ultima dall'altra vasta e profonda piana intermontana dell'Appennino lucano: il Vallo di Diano.

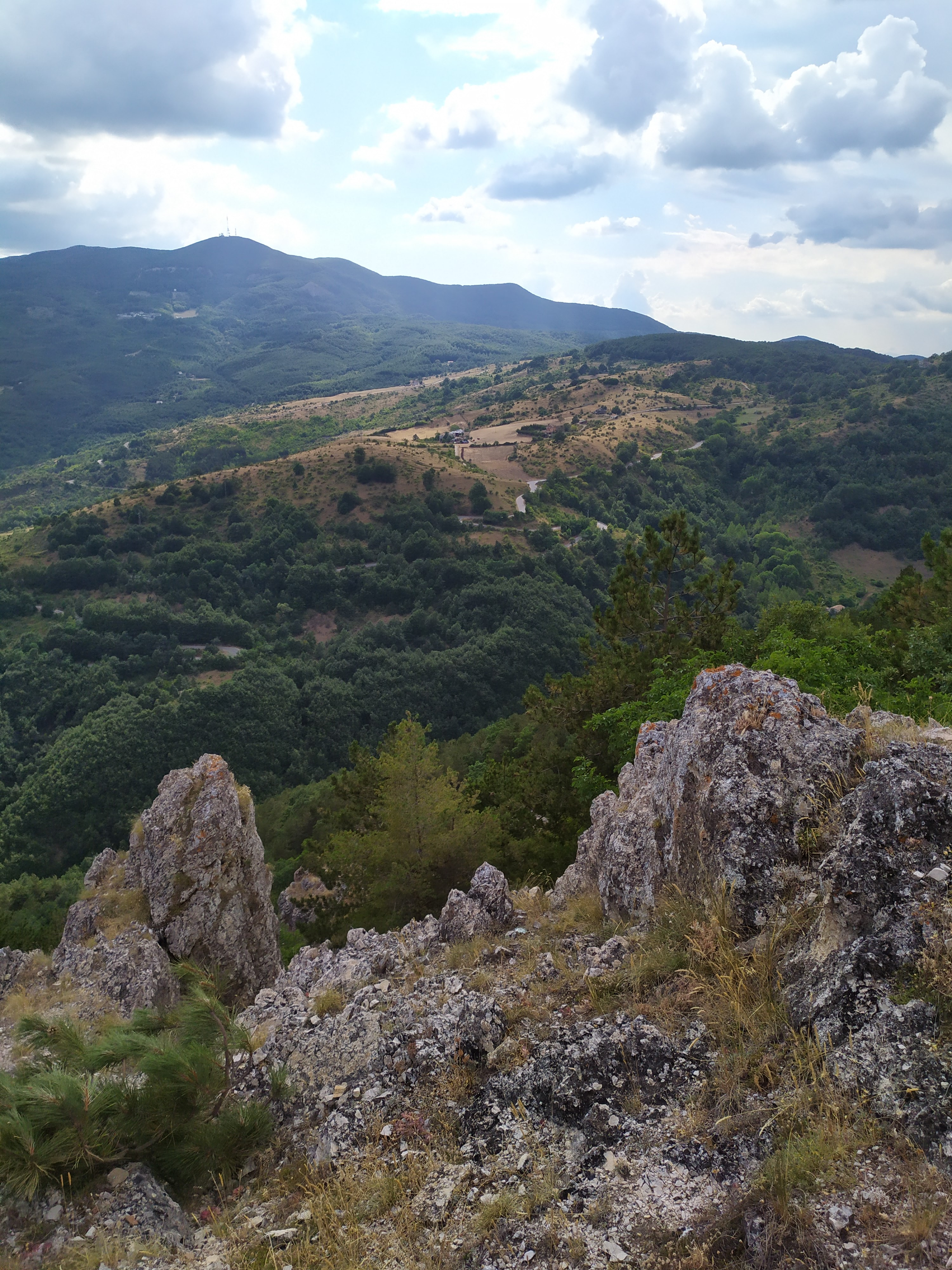
Panorama Sellata

Sellata -  Monte Pierfaone, si trova nei boschi del Parco Nazionale dell'Appennino Lucano,(Monte Pierfaone, alto m 1744).
Le quote spaziano dai 1350 metri della Sellata ﬁno ai 1744 m del Monte Pierfaone e ai 1700 m del Monte Arioso, in un contesto panoramico circondato dai monti Volturino e Viggiano. ll Sellata-Arioso è un comprensorio sciistico formato da due località, Abriola e Sasso di Castalda nel cuore della Basilicata, a pochi chilometri da Potenza.
Il passo della Sellata è una strada panoramica dalla quale si può ammirare la cresta del Monte Pierfaone. Nella vallata sottostante si intravede la frazione di Arioso e il colle dove sorgeva il casale medioevale di Castel Glorioso. La parte bassa della vallata è attraversata dal tratto iniziale del fiume Basento. Vi è la presenza di un fitto bosco di faggio con esemplari altissimi che formano una galleria di verde, e dopo un centinaio di metri, si arriva al passo della Sellata.
Questo passo a 1255 metri di quota si divide in quattro strade, tutte belle da percorrere, che raggiungono Pignola, Abriola, la frazione di Arioso ed i campi da sci di Pierfaone. È possibile anche effettuare escursioni nel bosco di Rifreddo e al Santuario di Monteforte.

## Altre dorsali e gruppi minori
Due diramazioni poste sulla direttrice sud-ovest/nord-est - dunque con andamento trasversale rispetto a quella costituita dai monti Pierfaone, Volturino e Viggiano - sono costituite dalle cime del M. Serranetta (1.476 m) e Monteforte (1.444 m) a nord, e da quelle del M. Pilato (1.612 m), M. Caldarosa (1.491 m) e M. Sant'Enoc (1.489 m) a sud.
Infine, più spostate ad est - e di nuovo con andamento nord-ovest/sud-est - sono il M. Caperino (1.455 m), e M. Impiso (1.319 m) e le caratteristiche guglie delle Piccole Dolomiti lucane.
In realtà appare difficoltoso delimitare con certezza i confini fisici di tale vasto ed articolato sistema montuoso: alcuni studiosi, infatti, lo estendono all'imponente massiccio del Sirino (2.006 m) e al M. Raparo (1.764 m), considerando questi ultimi come estreme propaggini meridionali dello stesso comprensorio.

## Il Parco nazionale
Gran parte dell'area montuosa è entrata a far parte del Parco nazionale della Val d'Agri e Lagonegrese: monti Arioso, Pierfaone, Calvelluzzo, Volturino, Viggiano, Raparo, Sirino e il versante lucano dei Monti della Maddalena.

## Geologia
Avendovi rinvenuto formazioni di calcari compatti e cretacei, di scisti galestrini e di argille scagliose, il geologo De Giorgi, nei suoi Studi di geologia nell'Appennino meridionale di fine Ottocento, ha datato l'origine di queste montagne al periodo del Cretaceo.

## Idrografia
La morfologia dei versanti montuosi ha favorito la formazione di un fitto reticolo di acque risorgive che vanno ad alimentare, tra gli altri, l'Agri e il Basento, i due maggiori fiumi lucani per ricchezza d'acque.

## Flora e fauna

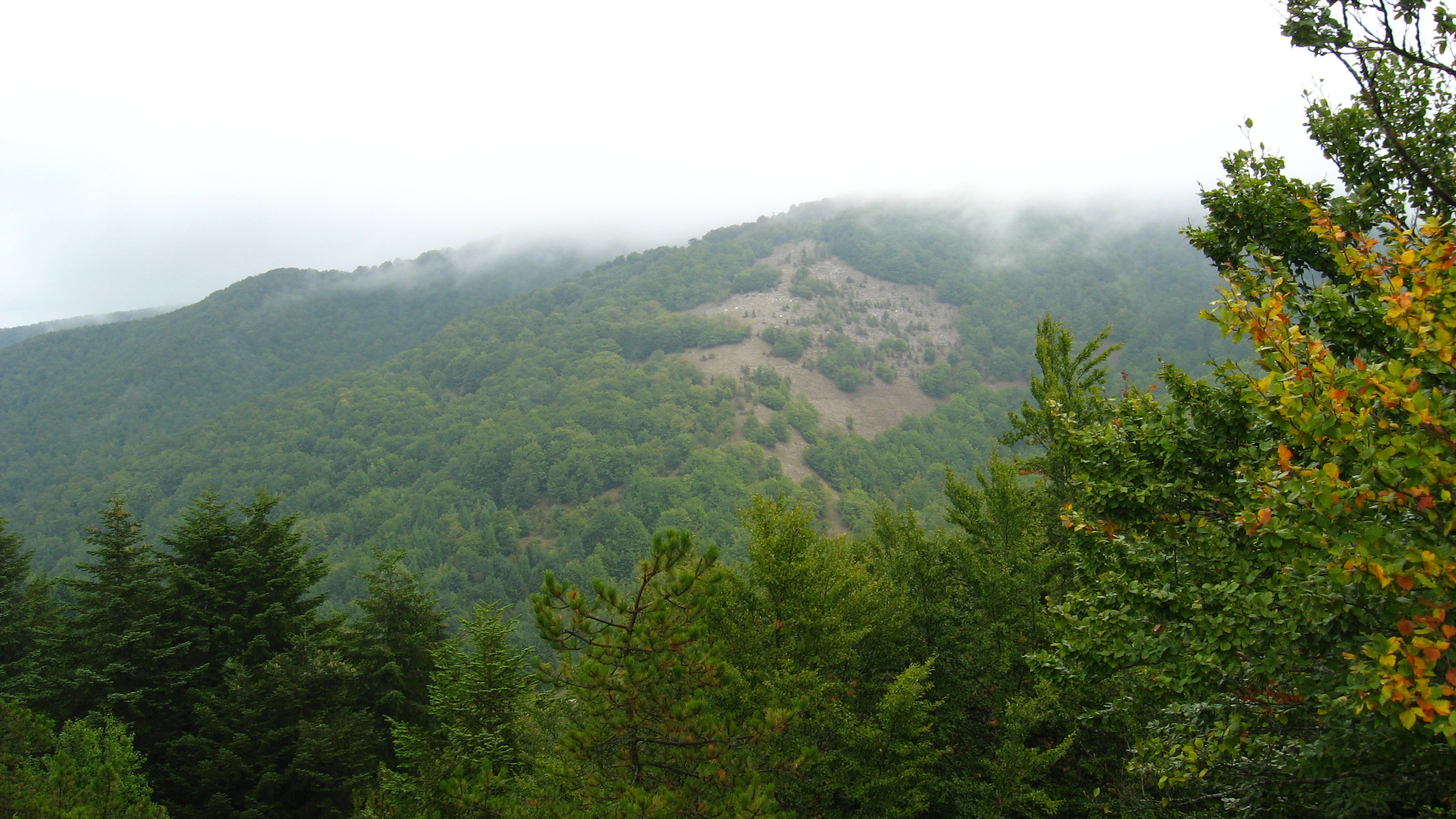
Estese foreste di faggi ed abeti bianchi ammantano i versanti nord-occidentali dei monti Arioso e Pierfaone.

«In epoca non molto remota tutta questa regione non era che una immensa foresta ... ed i boschi vi sono risparmiati più che dalla previdenza degli uomini, dalla natura alpestre dei luoghi, dalla lontananza dai centri abitati, dalla scarsezza e difficoltà delle vie di accesso» (O. Gavioli, Note sulla flora lucana. Primo contributo allo studio della flora del Volturino pp. 513–522).
Buona parte del territorio è ammantata da lussureggianti foreste, che sul lato nord si affacciano ad anfiteatro sul pianoro del Pantano di Pignola, ove si spiega l'omonimo lago (oggi oasi del WWF).
I boschi sono costituiti prevalentemente da varie specie di cerro (Quercus cerris L., Quercus delechampii, Quercus lanuginosa), farneto e, nei luoghi più umidi, pioppo, salice ed acero.
Al di sopra dei 1.000/1.200 m domina il faggio, che in questi luoghi si presenta con esemplari imponenti dai caratteristici tronchi colonnari lisci, a cui si associa, nelle località più umide e fredde, il nordico abete bianco.
La Sellata è caratterizzata dalla presenza di querce e faggi, con un sotto bosco ricco di agrifoglio, si possono trovare anche ginestre, biancospino e pruno selvatico.
Queste montagne offrono un sicuro riparo ad una ricca fauna: il sempre più raro lupo appenninico, ma anche la volpe, il riccio, lo scoiattolo, il daino e il cinghiale; tra i rapaci si annoverano il nibbio (bruno e reale), la poiana, il gheppio.

## Tracce di glacialismo sul monte Volturino
Il Volturino, con i suoi 1.836 m d'altitudine, costituisce la cima più elevata dell'intero comprensorio, ed è visibile in tutta la sua maestosità sia dal versante sottostante il comune di Calvello che dalla valle del fiume Agri. Sino a primavera inoltrata le sue vette, con i loro ripidi contrafforti, appaiono abbondantemente innevate.
Secondo i geologi F. Boenzi e G. Palmentola, un ampio pianoro tipico del glacialismo e dei climi periglaciali si estende in una conca semicircolare situata in prossimità della cresta del versante est, a 1.800 m di quota. In proposito, anche il De Giorgi scrive di una probabile esistenza in loco di un antico circo glaciale.

## Vette principali

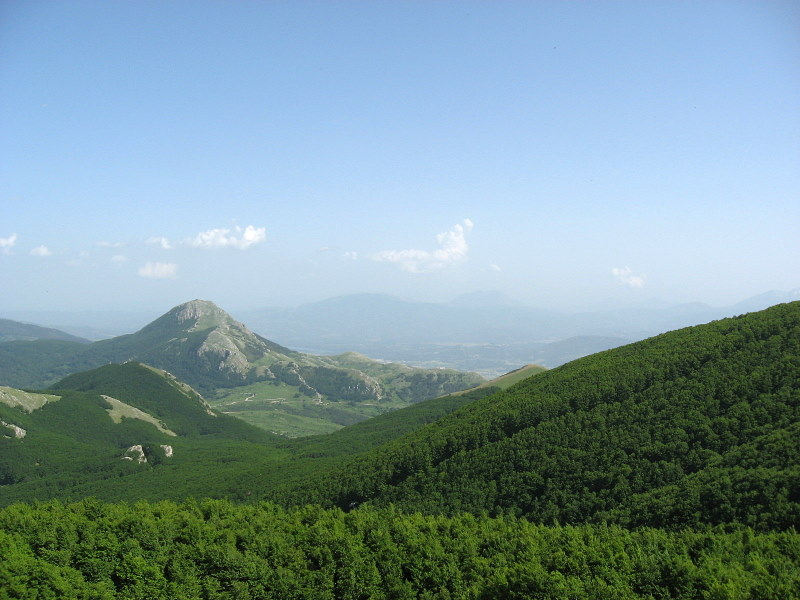
Le faggete del Volturino e il monte Viggiano.

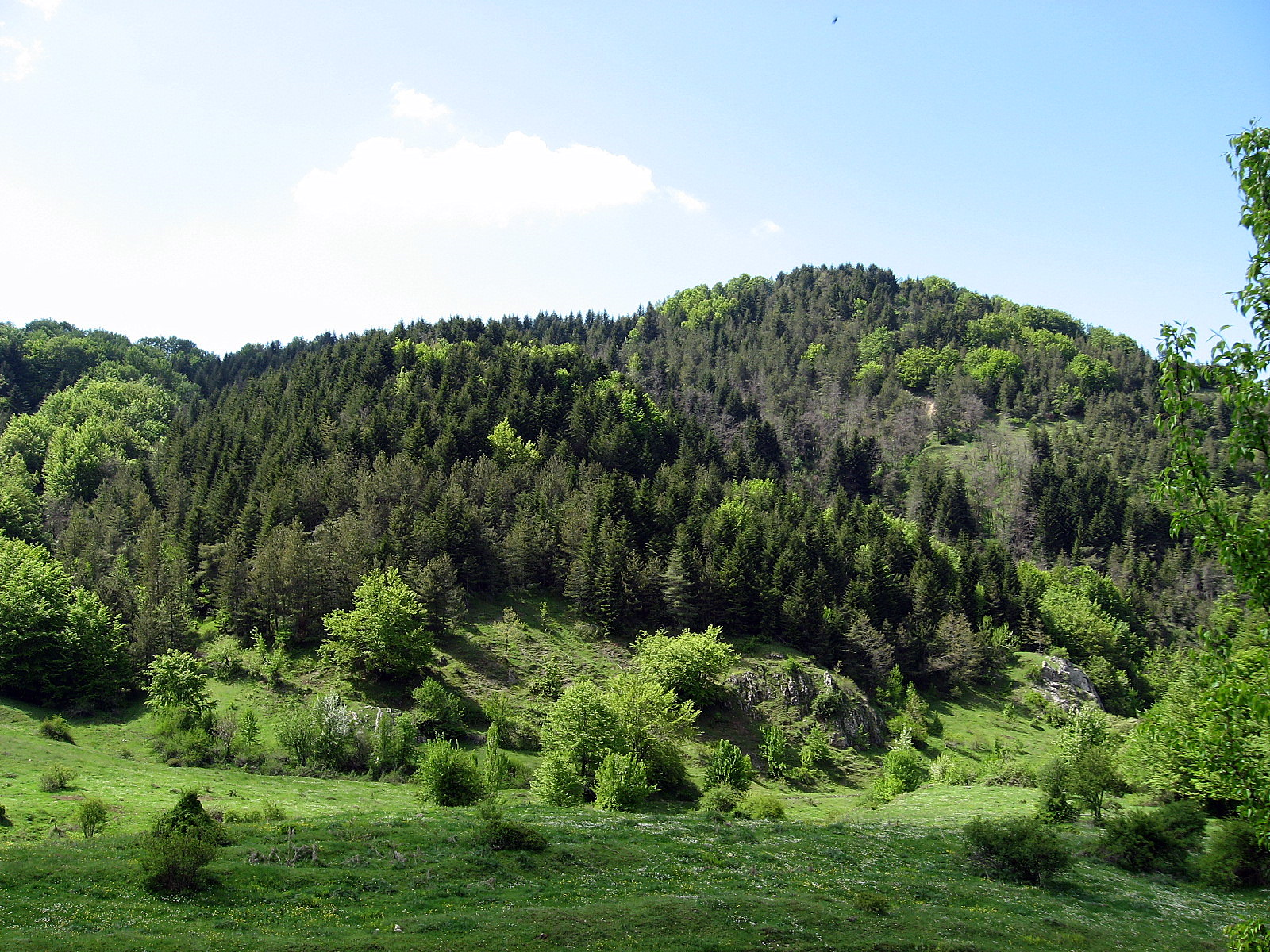
L'abetina di Fossa cupa.

| 1  | 1.836 m | Monte Volturino                 |
| 2  | 1.744 m | Monte Pierfaone                 |
| 3  | 1.727 m | Monte della Madonna di Viggiano |
| 4  | 1.722 m | Monte Arioso                    |
| 5  | 1.713 m | Serra Giumenta                  |
| 6  | 1.700 m | Monte Calvelluzzo               |
| 7  | 1.591 m | Monte Torrette                  |
| 8  | 1.580 m | Monte Pilato                    |
| 9  | 1.577 m | Monte Maruggio                  |
| 10 | 1.567 m | Serra di Calvello               |
| 11 | 1.503 m | Serra Longa                     |
| 12 | 1.491 m | Monte Caldarosa                 |
| 13 | 1.476 m | Monte S. Enoc                   |
| 14 | 1.475 m | Monte Serranetta                |
| 15 | 1.456 m | Montagna del Caperino           |
| 16 | 1.444 m | Monteforte                      |
| 17 | 1.401 m | Monte Cavallo                   |

## Comprensori sciistici

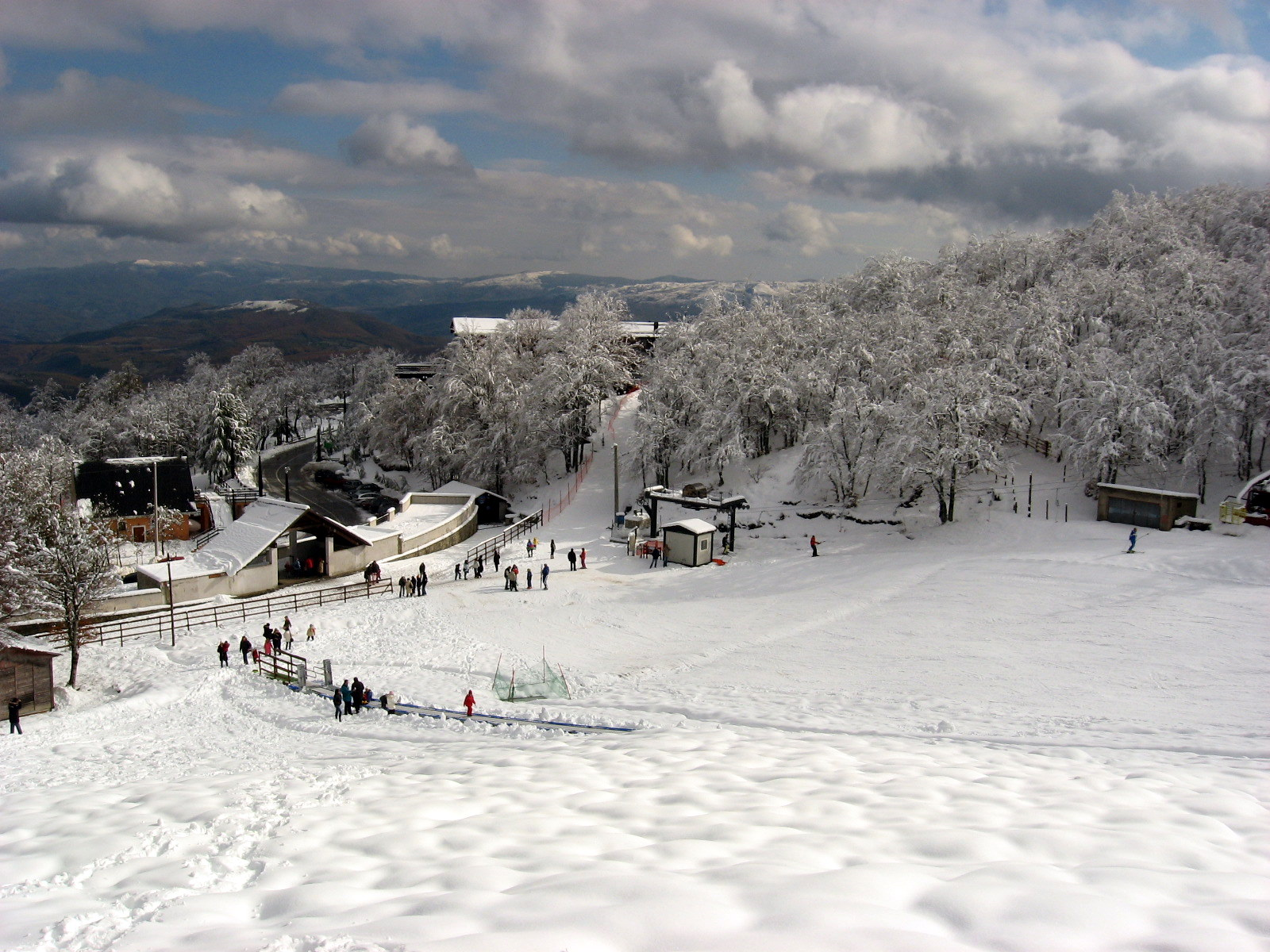
Skiarea Sellata.

Su questi monti è possibile praticare gli sport invernali in tre diversi comprensori sciistici: Sellata-Arioso, Volturino e Viggiano.
A venti chilometri da Potenza, nel cuore del Parco nazionale dell'Appennino Lucano Val d'Agri Lagonegrese, sorge la località turistica della Sellata. Le nevicate abbondanti, la posizione panoramica e le strutture di cui è dotata ne fanno una delle più interessanti stazioni sciistiche dell'Appennino meridionale: circa otto km di piste servite da cinque impianti di risalita (tappeti, sciovie ed una seggiovia).
In particolare, il versante sud (skiarea Sellata, 1.450 m - 1.731 m) usufruisce di una sciovia e di una seggiovia serventi quattro piste, mentre quello rivolto a nord (skiarea Arioso, 1.600 m - 1.713 m) è dotato di tre impianti di risalita al servizio di cinque piste immerse in alte e fitte faggette. Qui, proprio a causa dell'esposizione particolarmente favorevole, il manto nevoso dura più a lungo.
La stazione sciistica del Monte Volturino è servita da uno skilift ed una seggiovia, lunga 1.200 metri, che arriva nei pressi della vetta. Sulla pista principale, lunga 2,6 km, si svolgono diverse gare invernali.
Gli impianti sciistici della Montagna Grande di Viggiano partono da una quota di 1.410 m. s.l.m. e si compongono di due sciovie ed una manovia poste al servizio di varie piste.

## Galleria d'immagini

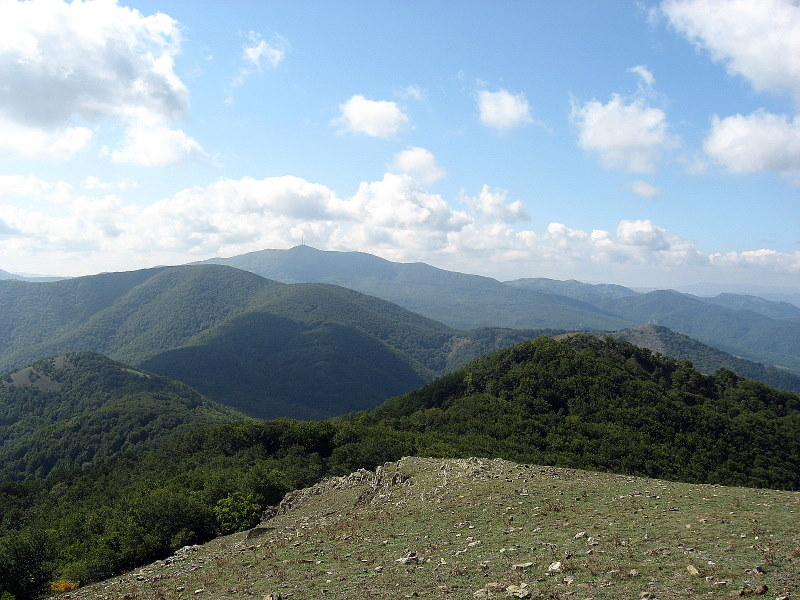
Monteforte e Pierfaone dalle praterie di vetta del Serra Netta.
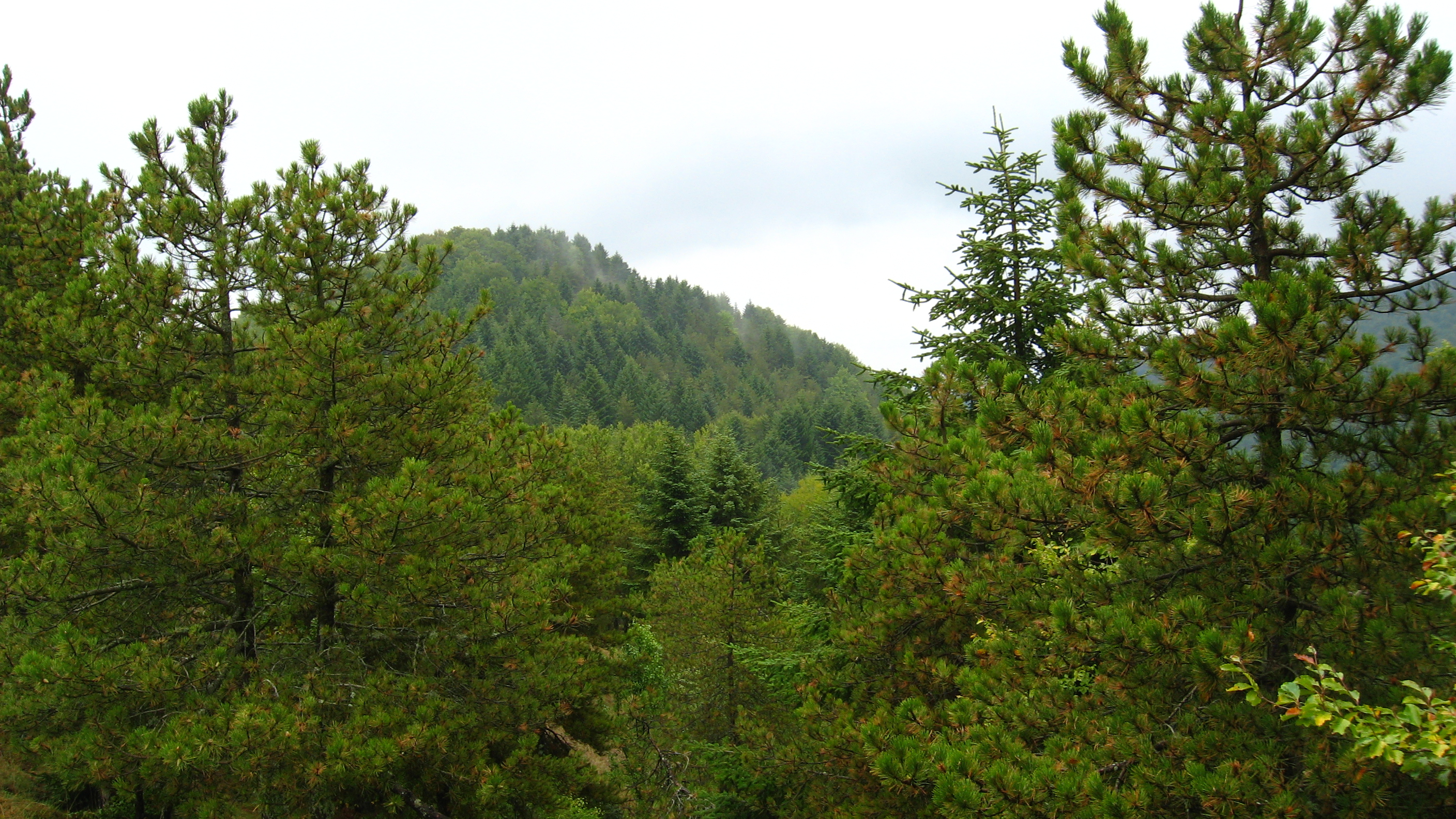
Gli abeti bianchi di Fossa Cupa.
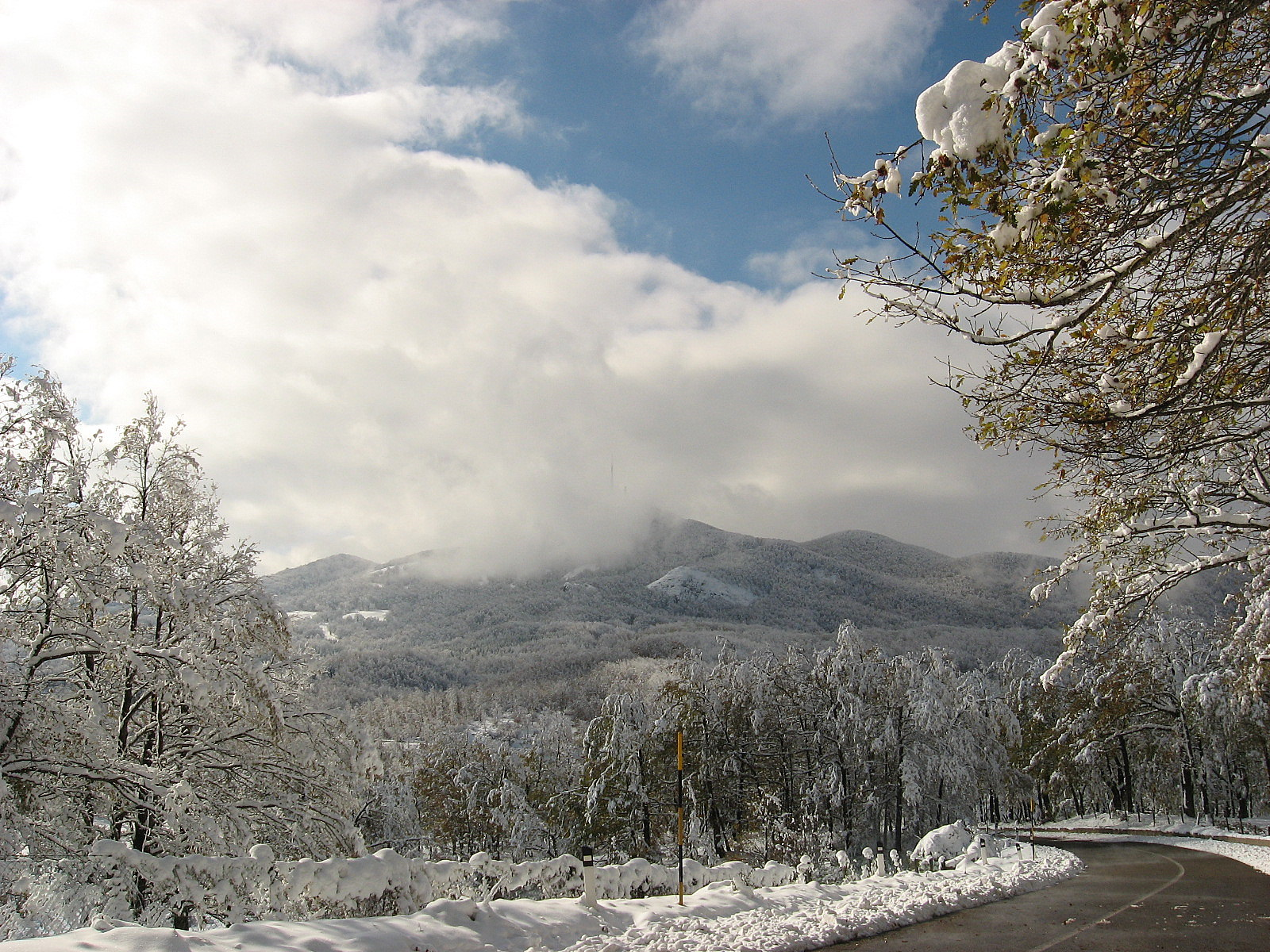
Il monte Pierfaone.
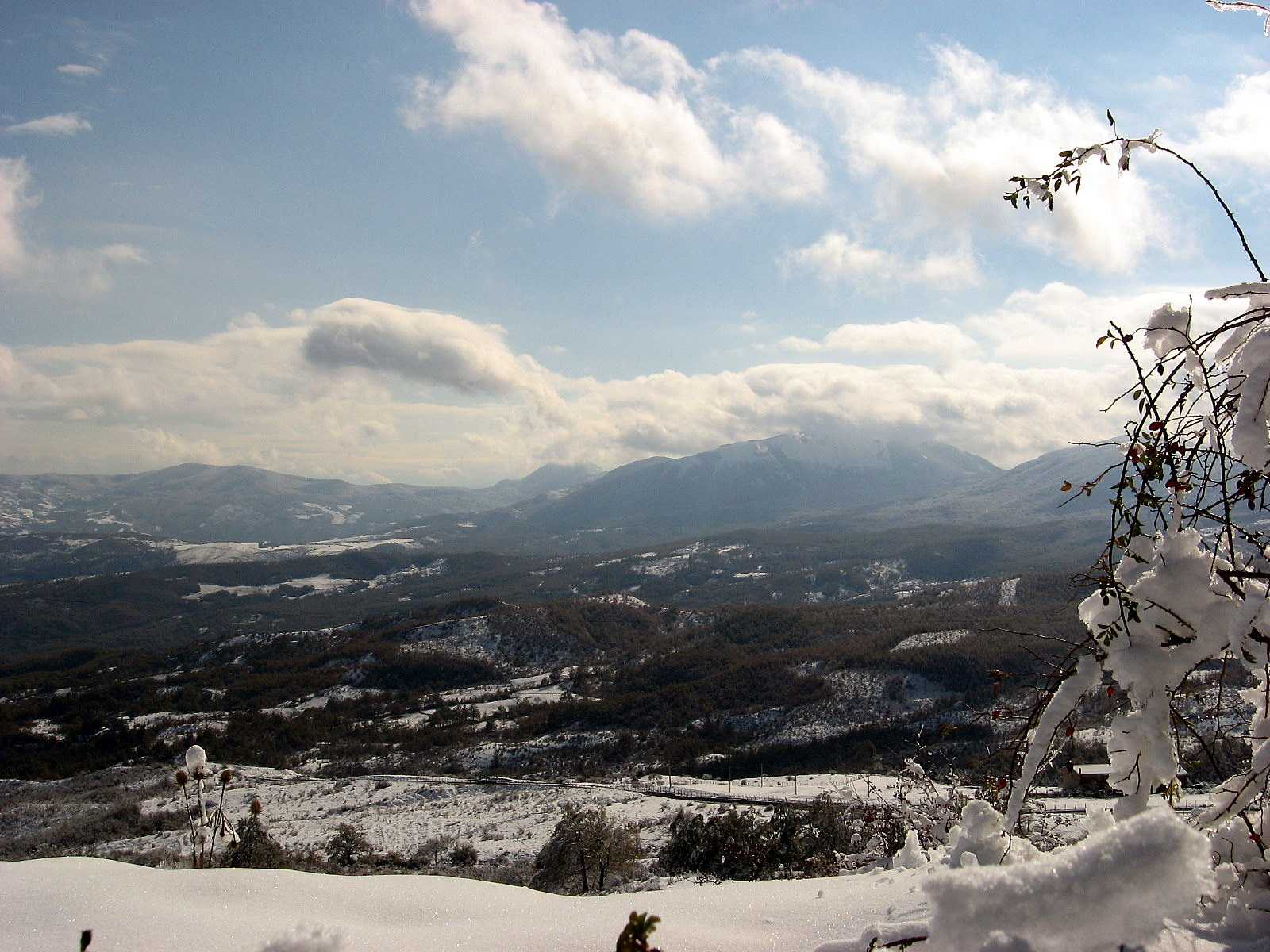
Sullo sfondo il monte Volturino.
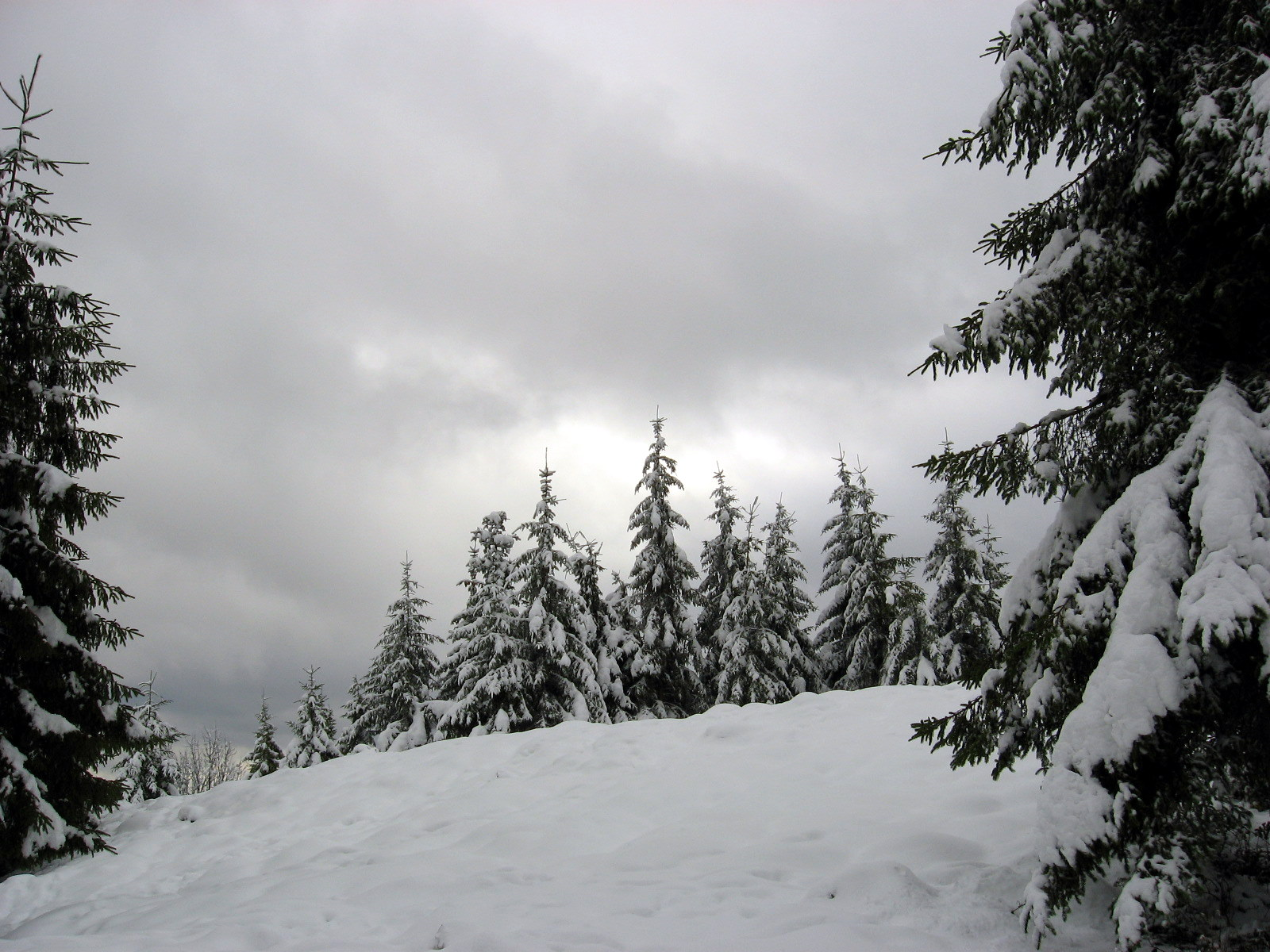
Abetina sul versante orientale del monte Pierfaone.
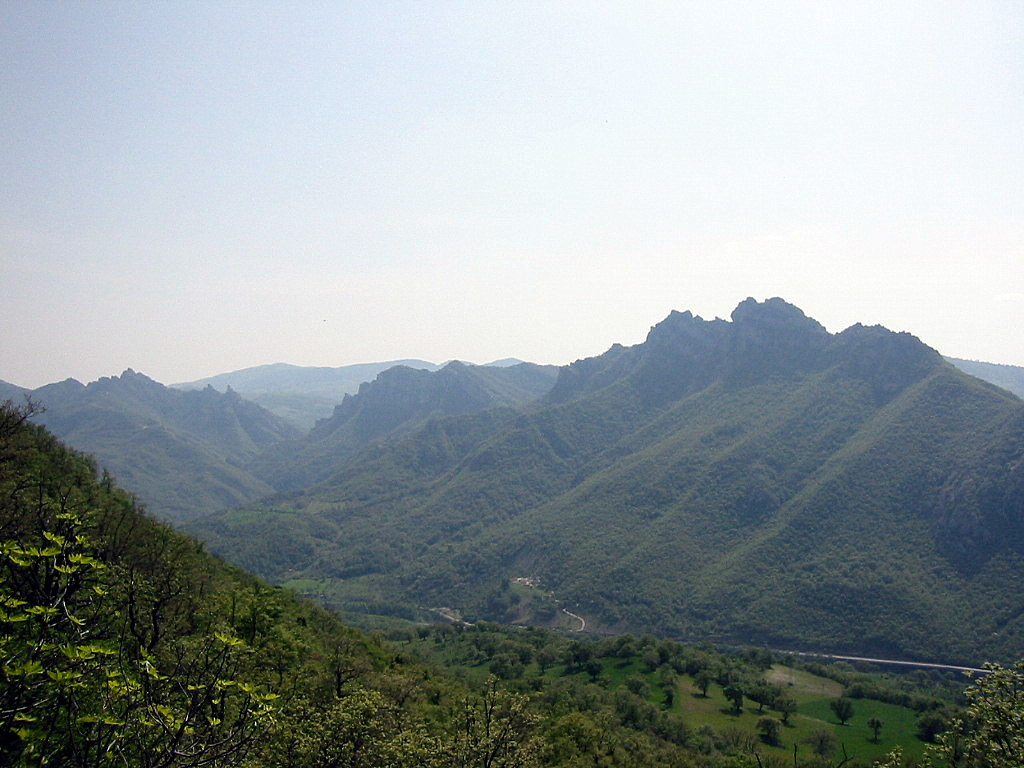
Le Piccole Dolomiti lucane.
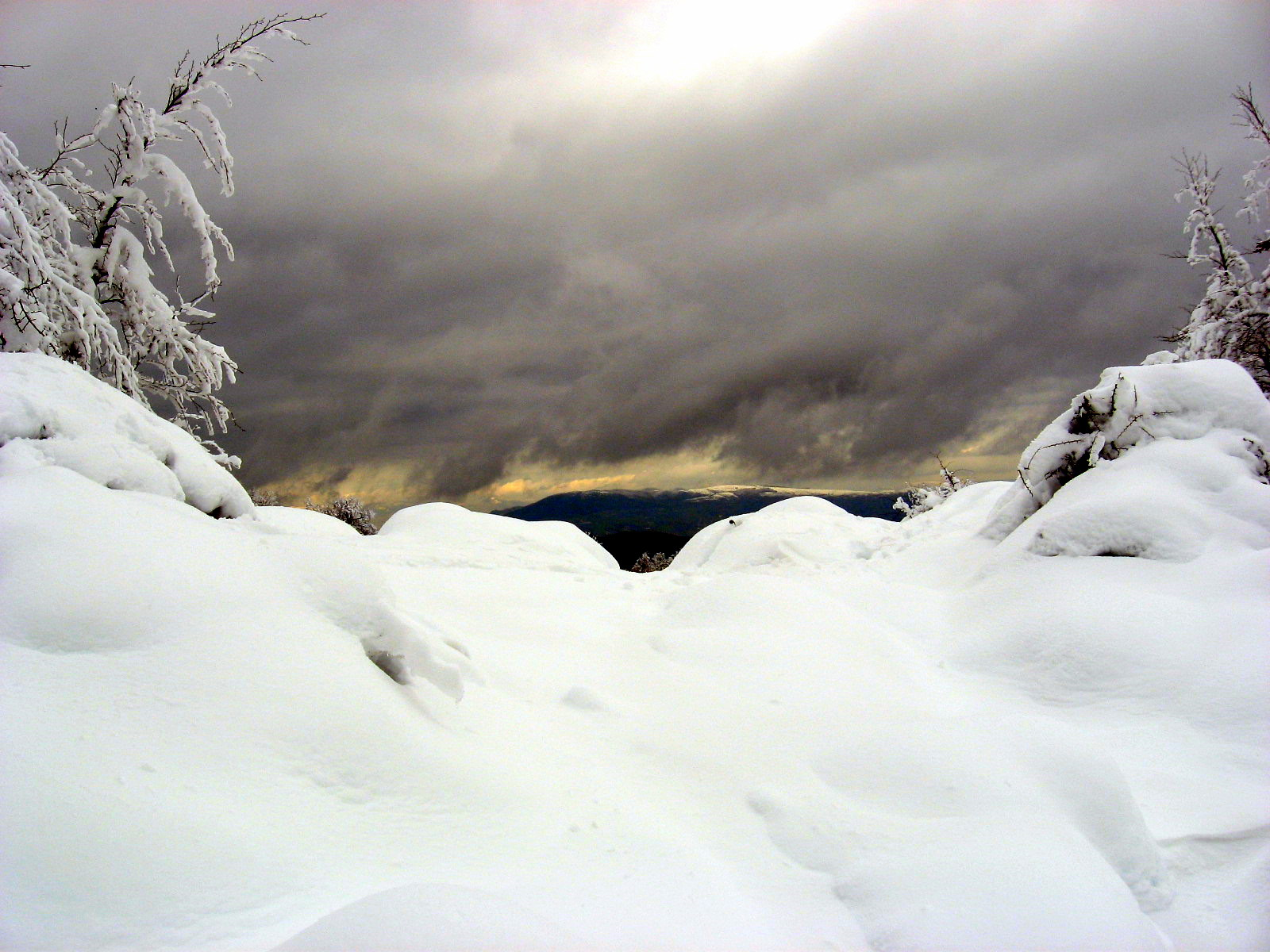
L'altopiano dei monti Li Foj.
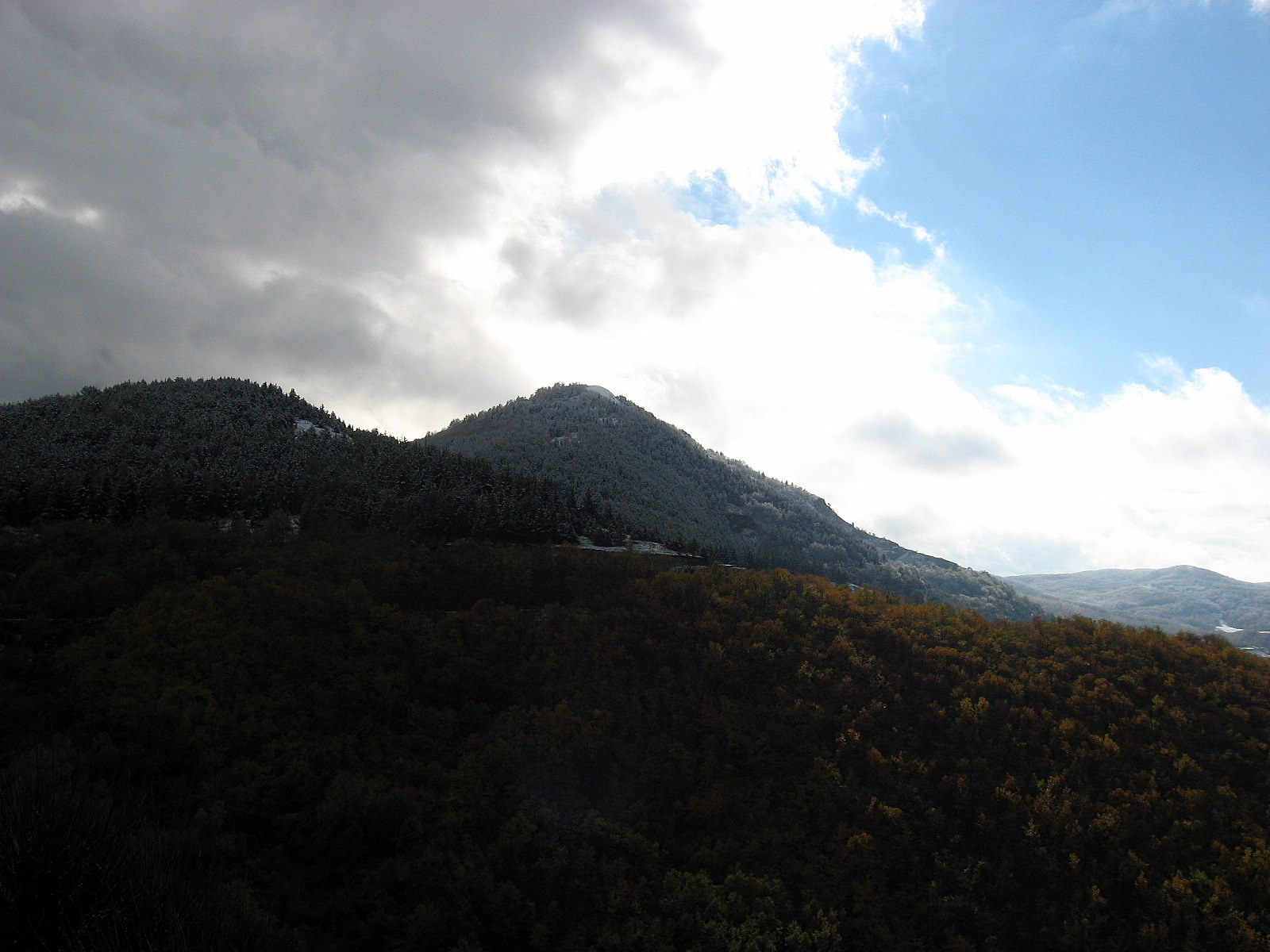
Bosco misto di abeti e faggi alle pendici del monte Serranetta.
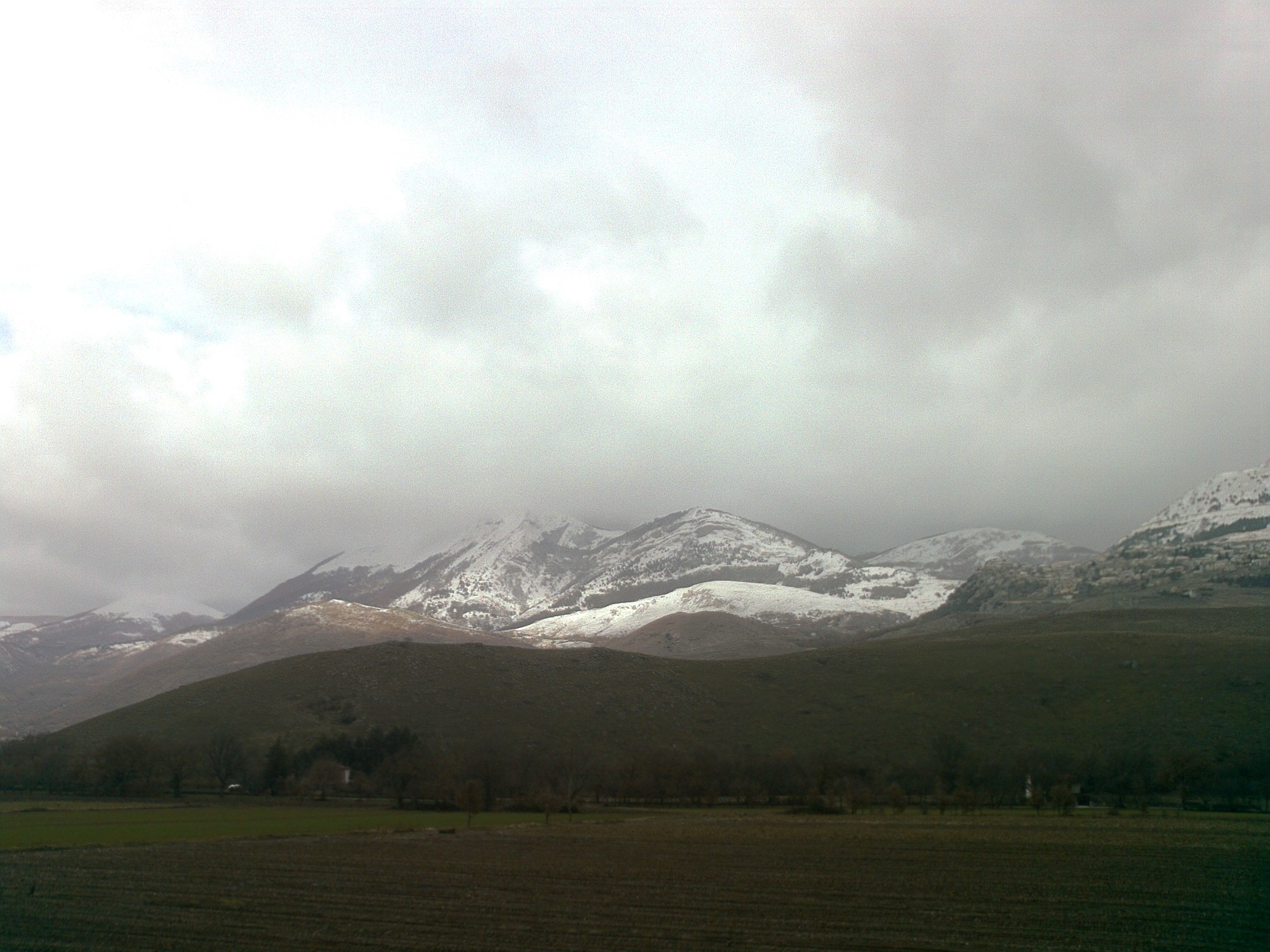
Il versante meridionale del Volturino.
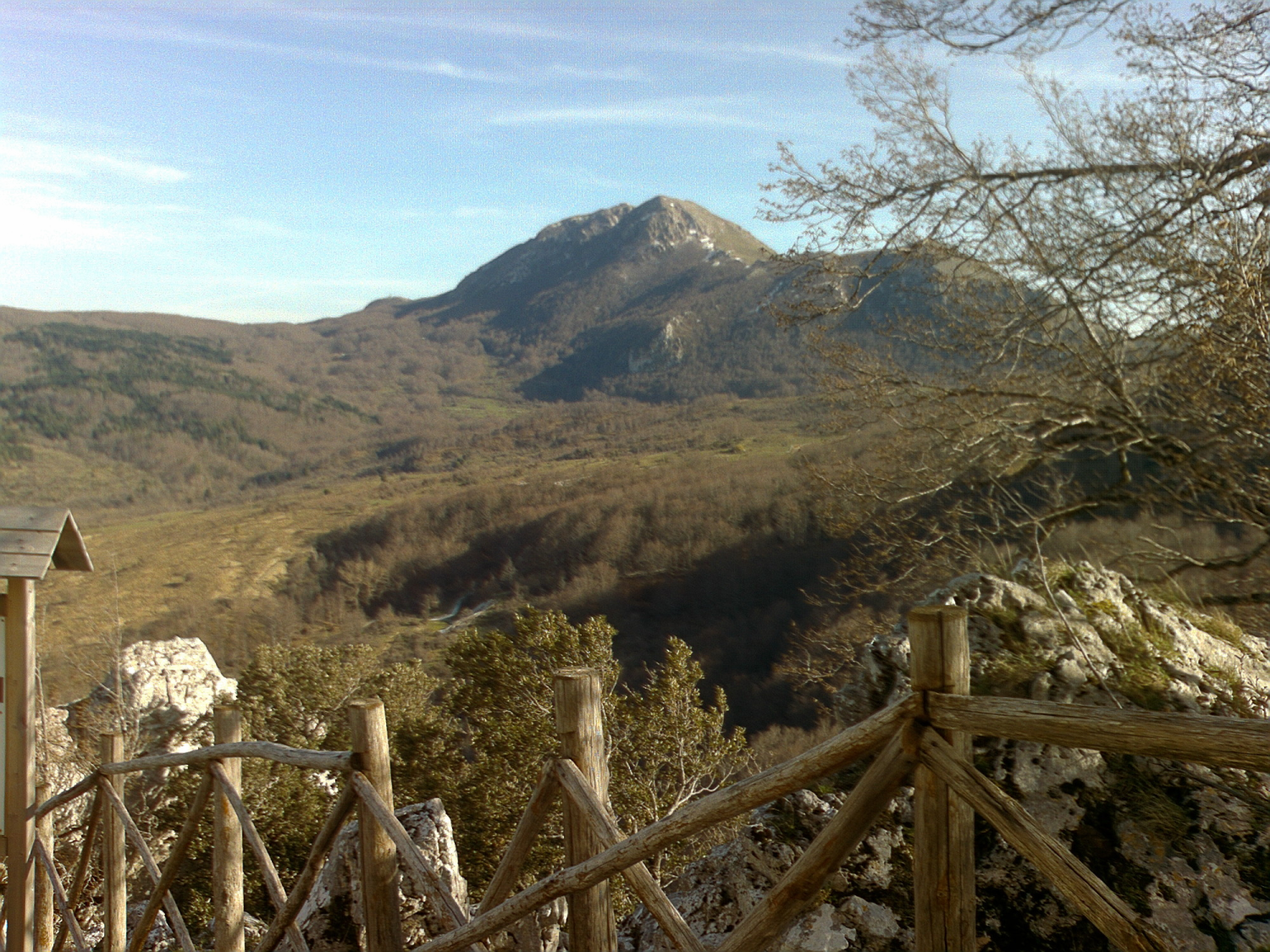
Il monte di Viggiano dal santuario Madonna del monte Saraceno.
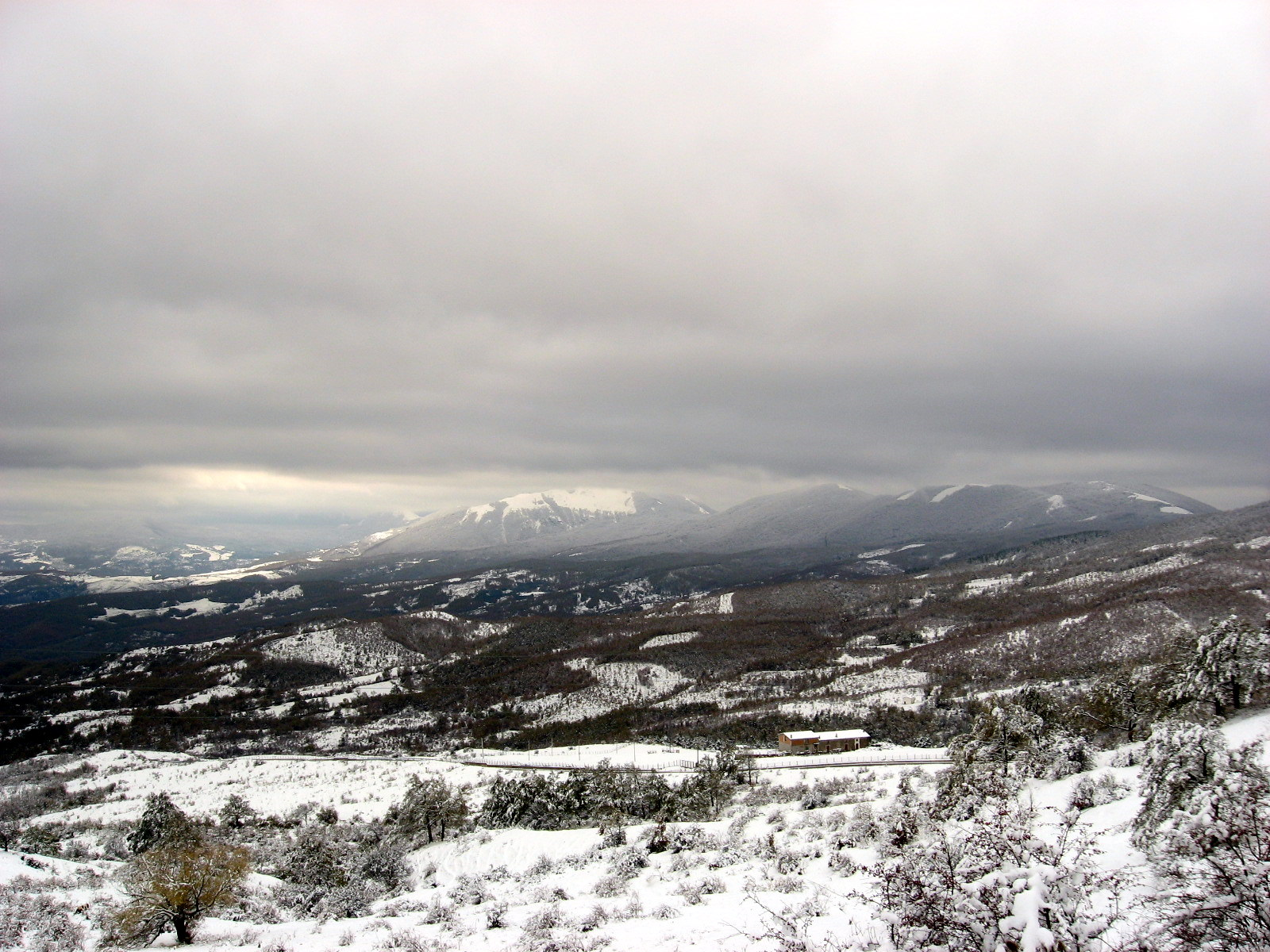
Il Volturino e la Serra di Calvello.